# Лопатино (Архангельская область)
Лопатино — деревня в Ленском районе Архангельской области. Входит в состав Сафроновского сельского поселения.

## География
Находится в юго-восточной части Архангельской области на расстоянии приблизительно 15 км на юго-запад по прямой от административного центра района села Яренск на острове в пойме Вычегды.

## История
Учтена была еще в 1710 году как деревня с 9 дворами. В 1859 году здесь (деревня Яренского уезда Вологодской губернии) было учтено 10 дворов.

## Население
Численность населения: 82 человека (1859 год), 8 (русские 100 %) в 2002 году, 0 в 2010.